# Abronia campbelli
Abronia campbelli là một loài thằn lằn trong họ Anguidae. Loài này được Brodie & Savage miêu tả khoa học đầu tiên năm 1993.